# Lucien Owona
Lucien Fridolin Owona-Ndong (Douala, 9 agosto 1990) è un calciatore camerunese, difensore svincolato.

## Carriera

### Club
Ha giocato nel campionato francese, camerunese e spagnolo.

### Nazionale
Ha esordito con la maglia della nazionale camerunese nel 2017, venendo convocato per la Confederations Cup dello stesso anno.